# Château Ter Ham
Le château Ter Ham est un château entouré d'eau de la fin du Moyen Âge à Steenokkerzeel. C'était le siège de la seigneurie éponyme.

## Historique
Au début du Moyen Âge, Ter Ham était probablement une ferme fortifiée sur une île formée par un méandre. La première structure en pierre connue était un mur d'enceinte. Au XIIe siècle, un château en pierre apparaît sur le parvis actuel, comme en témoigne le nom de Steynhockensele, mentionné pour la première fois en 1280. C'était le siège des seigneurs de Steenokkerzeel, qui avaient aussi des intérêts par ailleurs. Gauthier VI Berthout en était le propriétaire vers 1280. Son descendant Florent Berthout vend Ter Ham en 1321 à Rogier van Leefdael (nl), dont la fille Isabelle le cède au chevalier Jan van Hamme vers 1353. En 1490, Philippe III Hinckaert (nl) en devint propriétaire. Il fit construire le château actuel, entouré de grands bassins et accessible uniquement par deux pont-levis. On sait par son testament qu'il a sacrifié les douves pour creuser les étangs. Il a suivi la nouvelle mode de l'époque de reconstruire à la manière médiévale, un donjon, en s'inspirant directement du château de Laarne.
En 1511, Philippe IV Hinckaert vendit Ter Ham à Charles de Lannoy, qui fit une grande carrière de général en Italie. Son petit-fils Orazio intenta un procès contre Steenokkerzeel en 1576. Un an plus tard, il fut vendu à Catharina van Brandenburg (1533-1621), veuve du baron Jan van Coterau. Michiel Coxcie a représenté le château en 1591 comme un bâtiment avec un grand toit à pignon, des créneaux et une flèche conique. En 1635, la famille Cotereau subit le pillage de Ter Ham par les troupes françaises et hollandaises, et dut vendre ses domaines en 1698 à Pieter Fariseau en raison de difficultés financières. De 1728 à 1754, le château appartenait à Jan Domien Albert van Salm (1708-1778) et à son frère Philippe.
Ensuite, la famille Groesbeek devint seigneur du château de Ter Ham. Elisabeth Catharina Francisca van Groesbeek (1730-1782) fait effectuer des transformations drastiques : elle surélève le toit, agrandit les fenêtres, modernise l'intérieur et installe un pont permanent. Dans son testament, elle légua le château à son cousin, le marquis Charles de Croix.

## Impératrice d'Autriche et reine de Hongrie au château
Son fils et héritier Charles Edmond (1807-1863) meurt dans un accident de chasse, ce qui n'empêche pas son successeur Philippe d'agrandir Ter Ham à 400 ha pour cette activité. Le dernier de cette lignée fut Jean de Croix, qui loua le château à l'ancienne impératrice Zita de Bourbon-Parme en 1929, après la chute du trône des Habsbourg à cause de la Première Guerre mondiale. Elle y vécut avec ses huit enfants, dont Otto de Habsbourg-Lorraine. Des visiteurs royaux venaient régulièrement, mais des pro-monarchistes tel Joseph Roth en 1935, se rendaient également en ce lieu, siège des projets de restauration. La vie discrète est bouleversée en 1940 par la Seconde Guerre mondiale. Le 10 mai, Zita et sa famille s'enfuient au Québec, et deux jours plus tard, Ter Ham est touché par une bombe. Les Allemands investissent la place et y infligent beaucoup de dégâts. Ils ont également fait enlever les toits et une partie des murs supérieurs en 1943 à cause de la base aérienne voisine de Melsbroek.
Les enfants de la comtesse Jeanne Marie de Maillé de la Tour Landry, veuve du dernier Croix, n'étant pas intéressés par le château mutilé, elle revend le domaine de 4 ha à la commune en 1957 pour 1 million de francs. Les coûts de la restauration nécessaire se sont avérés trop élevés et en 1964, le ministère de l'Éducation nationale et de la Culture néerlandaise (nl) en est devenu le nouveau propriétaire pour 1,2 million de francs. Le château a été restauré par les architectes Leo De Vos et Jacques Kint. Les murs ont été reconstruits, mais le toit plat a été conservé car le trafic aérien en provenance de Zaventem était encore important. Le château a été aménagé en centre de conférence et de crise. En 1974, la réforme de l'État est négociée dans le cadre de la formation du gouvernement. En 2014, la Région flamande loue le château à Optimum C, le centre de formation aux soins aux personnes âgées du groupe Soprimat. A proximité immédiate du château, à l'emplacement de l'ancienne ferme du château, vingt nouvelles habitations ont été construites à partir de 2018. En 2020-2021, les parois du bassin en grès ont été rénovées.

## Description
Le château est un bâtiment rectangulaire massif en grès local. Il a quatre tours d'angle et une tour centrale à l'avant. L'entrée se fait par une porte baroque en arc de panier à encadrement en damier. Les armoiries de la famille Cotereau sont incorporées, avec leur devise Soli Deo Gloria et l'année 1648. Le portail en avant-corps de la tour du milieu est décoré de rocaille et porte les armoiries d'Elisabeth van Groesbeeck. Autour du château se trouvent un certain nombre de dépendances historiques, telles qu'une maison de gardien, des écuries et une galerie. Il intègre quatre tours de l'ancien château.

## Galerie de photos

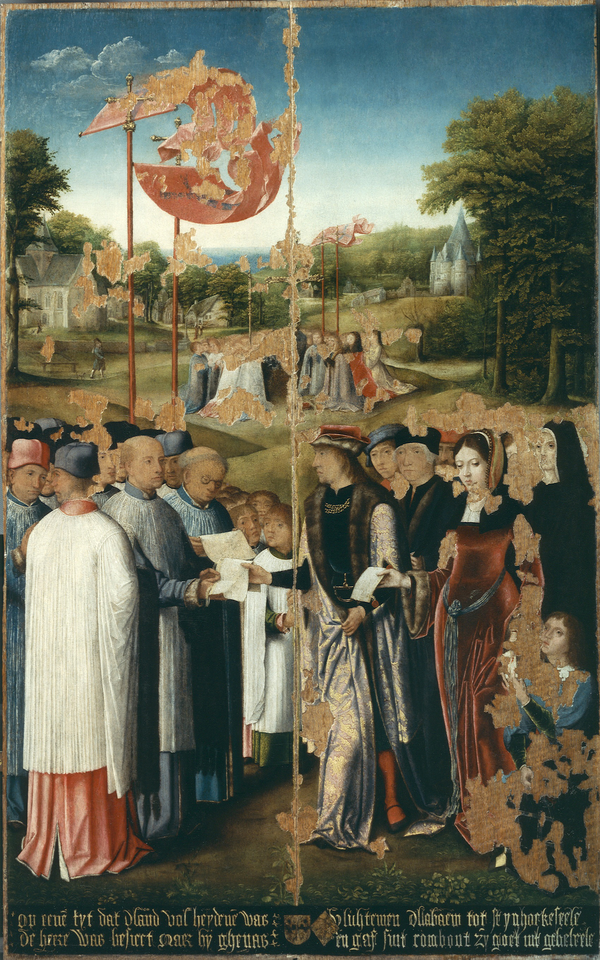
Le château à l'arrière plan à droite (vers 1500)
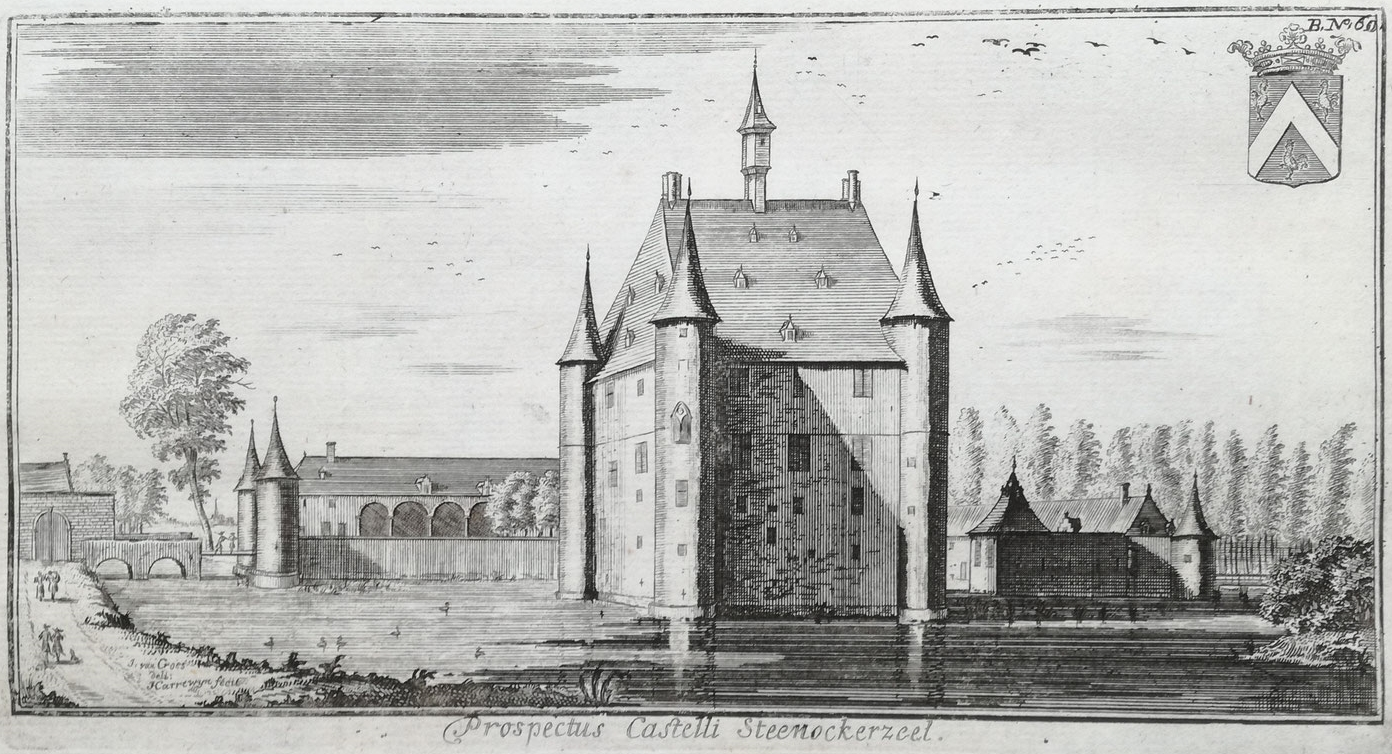
Le château vers 1730 avec le blason des Cotereau
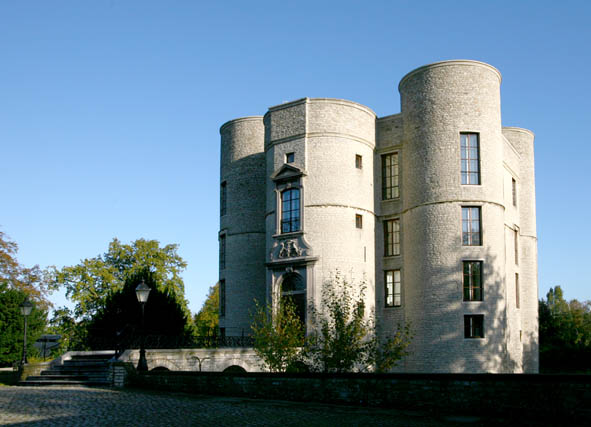
Le château
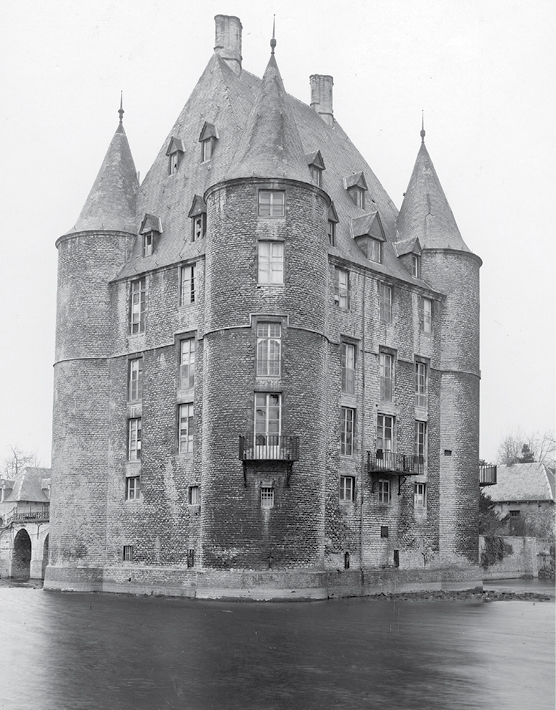
Arrière du château avant la démolition du toit en 1943
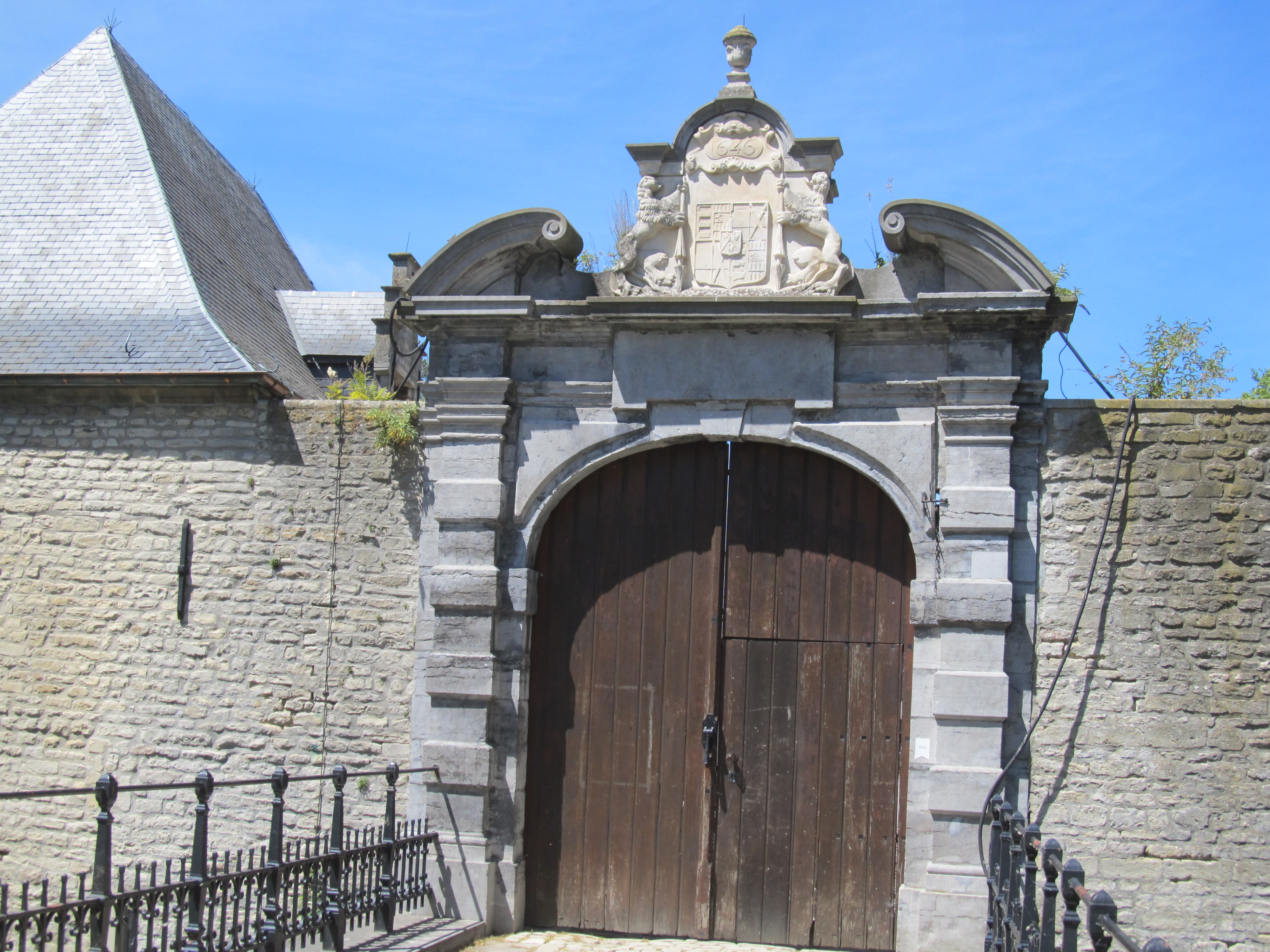
L'entrée avec sur le blason les armoiries des Cotereau